# Статический скин-эффект
Стати́ческий скин-эффе́кт (ССЭ) — концентрация постоянного электрического тока вблизи поверхности проводника ограниченных размеров (тонкая пластина или проволока) в сильном магнитном поле Н.

## История открытия
Статический скин-эффект был предсказан М. Я. Азбелем в 1963 году. Теория этого эффекта построена в работах Азбеля и В. Г. Песчанского. ССЭ в случае диффузного рассеяния носителей заряда поверхностью металла рассмотрен в работе А. И. Копелиовича.

## Условия наблюдения
ССЭ проявляется при низких температурах, когда выполнено неравенство {\displaystyle \omega _{c}\tau \gg 1}, где {\displaystyle \omega _{c}}- циклотронная частота движения электронов в магнитном поле, {\displaystyle \tau } — характерное время свободного пробега электронов относительно объемных соударений. В этом случае токовые линии концентрируются в слое толщиной порядка радиуса электронной орбиты в магнитном поле {\displaystyle r_{H}=v_{F}/\omega _{c}}, где {\displaystyle v_{F}} — фермиевская скорость. Малый размер образца {\displaystyle d} (толщина пластины, диаметр проволоки) должен удовлетворять неравенству {\displaystyle r_{H}\ll d\ll l} , где {\displaystyle l=v_{F}\tau } — длина свободного пробега. В отличие от высокочастотного скин-эффекта, когда весь ток сконцентрирован в приповерхностном скин-слое, при ССЭ плотность постоянного тока j при удалении вглубь образца стремится не к нулю, а к значению, соответствующему плотности тока в массивном образце, когда можно не учитывать рассеяние электронов на границах.

## Качественное объяснение
ССЭ заключается в возникновении в магнитном поле вблизи поверхности проводника слоя (толщиной {\displaystyle \backsim r_{H}}) с большей, чем в объёме, проводимостью. При {\displaystyle \omega _{c}\tau \gg 1} поперечные (относительно Н) компоненты тензора проводимости металлов с замкнутыми поверхностями Ферми уменьшаются с увеличением времени свободного пробега и в сильных магнитных полях их величина существенно меньше, чем при Н = 0. Электроны, центр ларморовской орбиты которых находится на расстоянии, меньшем чем {\displaystyle 2r_{H}}, от границы при каждом обороте вокруг направления поля Н сталкиваются с поверхностью, что и приводит к существованию приграничного слоя с повышенной проводимостью.

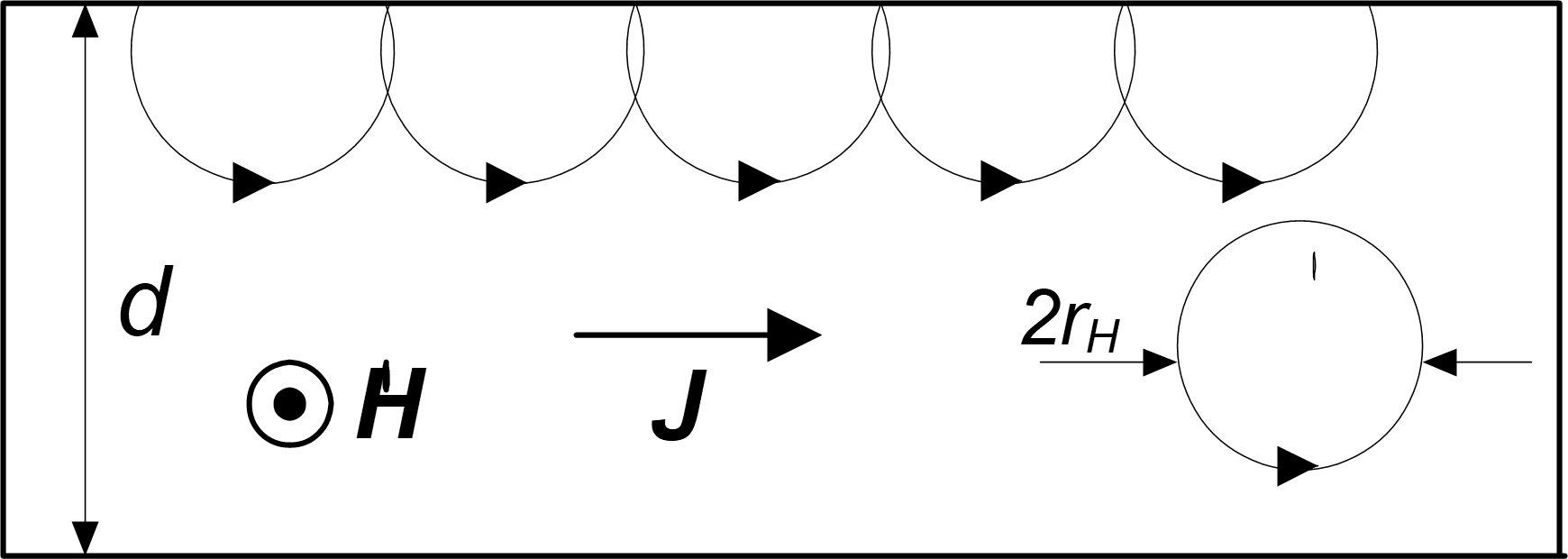
Рис.1. ССЭ при зеркальном отражении электронов поверхностью

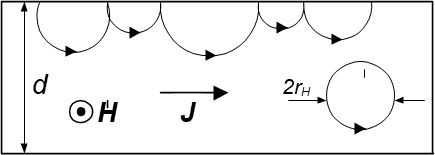
Рис.2. ССЭ при диффузном рассеянии электронов поверхностью.

Физическая причина возникновения ССЭ может быть объяснена на следующем примере. Рассмотрим тонкую пластину скомпенсированного металла или полупроводника (число электронов равно числу дырок), у которых объемная поперечная проводимость в {\displaystyle (\omega _{c}\tau )^{2}} раз меньше, чем проводимость {\displaystyle \sigma _{0}} при Н=0. В параллельном поверхности магнитном поле электроны (дырки), сталкивающиеся с поверхностью, движутся вдоль неё по «скачущей» траектории, длина которой порядка длины свободного пробега {\displaystyle l} (Рис.1). Следовательно, проводимость приповерхностного слоя толщиной {\displaystyle r_{H}} по порядку величины совпадает с {\displaystyle \sigma _{0}}, а её вклад в полную проводимость пластины толщиной {\displaystyle d} пропорционален {\displaystyle \sigma _{s}\thicksim \sigma _{0}(r_{H}/d)}. Если {\displaystyle d<r_{H}(\omega _{c}\tau )^{2}}, основной ток протекает вблизи границы, то есть возникает ССЭ.
Такой же результат имеет место и при диффузном рассеянии электронов на поверхности, если при столкновениях носителей заряда с границей процессы переброса между электронными и дырочными объёмами поверхности Ферми маловероятны (Рис.2).

## Комментарии
Значение приповерхностной проводимости {\displaystyle \sigma _{s}} зависит от структуры поверхности образца (атомногладкая или шероховатая), а также от геометрии поверхности Ферми проводника. В частности, если поверхность Ферми имеет несколько полостей, то при столкновении с границей образца электрон может «перескочить» с одной полости на другую. Это существенно изменяет траекторию движения электрона под действием магнитного поля по сравнению с его движением в объёме проводника и проявляется в величине приповерхностной проводимости. Максимальное отличие приповерхностной проводимости от объёмной имеет место тогда, когда в объёме проводника электроны движутся по замкнутым орбитам, а за счёт столкновения с границей — по открытым траекториям. Тогда проводимость вблизи границы порядка объёмной {\displaystyle \sigma _{0}} при Н = 0 и, естественно, значительно больше, чем в объёме.